# Suuri Mustinjärvi
Suuri Mustinjärvi är en sjö i kommunerna Tuusniemi och Kuopio i landskapet Norra Savolax i Finland. Sjön ligger 107,5 meter över havet. Den är 9,6 meter djup. Arean är 84 hektar och strandlinjen är 6,67 kilometer lång. Sjön  ingår i Vuoksens huvudavrinningsområde.   Den ligger omkring 41 kilometer sydöst om Kuopio och omkring 330 kilometer nordöst om Helsingfors. 